# Národní osvobozenecká armáda (Kolumbie)
Národní osvobozenecká armáda neboli ELN (Ejercito de Liberación Nacional) je po FARC druhá největší levicová guerrilová skupina v Kolumbii. Členové ELN získali výcvik v guerillovém boji přímo na Kubě a po návratu se spojili v roce 1966 pod velením Fabia Vasquéze Castaňa. Nejvýznamnějším vůdcem ELN byl španělský kněz Manuel Pérez, který vedl hnutí více než dvacet let. Od roku 1998 je následován Nicolasem „Gabinem“ Rodriguem. Na rozdíl od FARC se tato skupina snažila vyhýbat obchodu s drogami (zjevný vliv kněze Péreze) a finanční prostředky si opatřovala především únosy. ELN měla v průběhu devadesátých let okolo 5 000 členů, tvrdé boje s AUC však měly za následek to, že se jejich počet nyní pohybuje okolo 3 500.